# الکساندرا روبلز

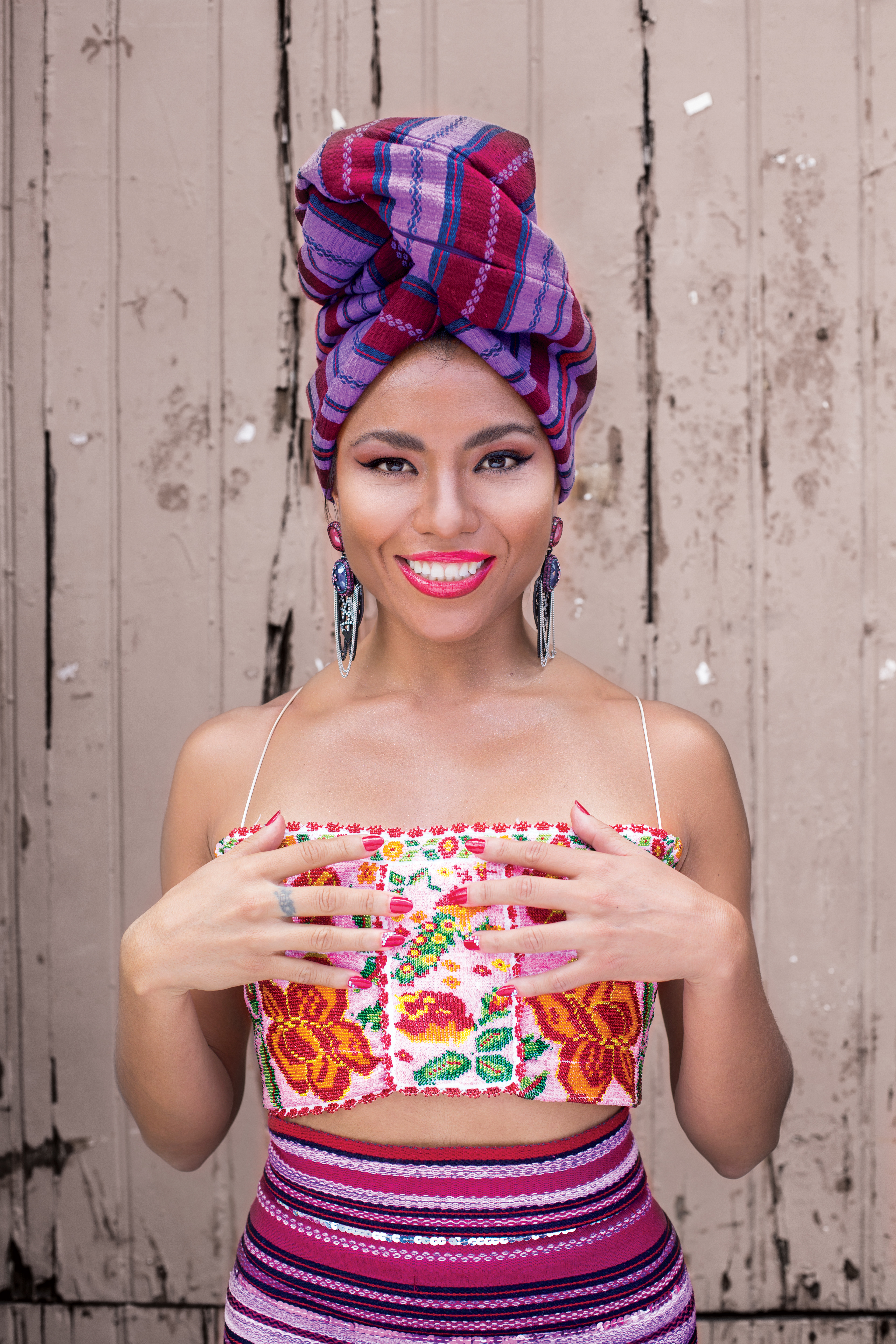

آلخاندرا روبلس سوآستگی (زاده ۲۸ نوامبر ۱۹۷۸ در پورتو اسکوندیدو، اوآخاکا، مکزیک) خواننده، آهنگساز، تهیه‌کننده و رقصنده موسیقی سنتی است. سبک موسیقی او نشان دهنده ریشه‌های آفریقایی-مکزیکی او و مردمان بومی آمریکای لاتین است. در سال ۲۰۰۹، همراه با دیگر هنرمندان مکزیکی، در کمپین «برای برابری» که توسط Conapred و Segob سازماندهی شده بود شرکت کرد.